# Генри Скруп (землевладелец)
Генри Скруп (англ. Henry Scrope, известный также как Генри Волк (англ. Henry Wolf); умер в XIII веке) — английский землевладелец, сын Симона Скрупа и Инголины. Он передал оставшиеся владения Скрупов в Восточном райдинге Йоркшира Бридлингтонскому монастырю, после чего у него остались только земли в Северном райдинге

## Происхождение
Считается, что род Скрупов имел нормандское происхождение, однако каких-то доказательств такого происхождения не существует. Самая ранняя генеалогия рода была составлена в XVII веке, но утверждения о том, что род известен со времён завоевания, больше говорят о том, что представители рода верили в благородное происхождение. Сэр Николас Харрис Николас в труде «Scrope and Grosvenor Roll» считал родоначальником Скрупов Ричарда Скроба, владевшего во второй половине XI века землями в Шропшире и Херефорде. Это мнение было опровергнуто сэром Чарльзом Клеем, который указал, что никто из потомков Ричарда не носил родовое прозвание Скроб; кроме того, по его мнению не существует каких-то установленных связей между этим родом и семьёй Скрупов. Также не установлено связей с родом со схожим родовым прозванием, имевшего владения в Глостершире, Беркшире и Оксфордшире.
Первым достоверно известным представителем рода является Ричард Скруп (умер до 1166), который находился на службе Гилберта де Ганта, графа Линкольна и был его арендатором. Он выгодно женился на Агнес де Клер, дочь Ричарда Фиц-Гилберта де Клера, барона Клера из Торнбриджа, сестре Рохезы де Клер, жены Гилберта де Ганта. Его внуки разделили владения, причём младший из них, Симон получил лишь малую часть отцовского наследства. Впрочем он позже купил у племянниц поместье Флотманби в Восточном райдинге Йоркшира, а также благодаря браку получил земли в Северном райдинге Йоркшира, заложив основы для будущего роста могущества Скрупов в XIV веке.
Симон был женат на Инголиане, сестра Ричарда де Катериза. В этом браке родился сын Генри, ставший наследником родителей.

## Биография
Судя по всему, 1-я четверть XIII века была тяжёлой для Скрупов. В итоге Симон Скруп начал передавать свою землю в Восточном райдинге Бридлингтонскому монастырю. Хотя отданные владения были небольшие (4 тофта и 11 акров во Флотмариби), при сыне и наследнике Симона передача земли продолжилась. В итоге Генри передал монастырю оставшиеся владения рода в Восточном райдинге, сохранив только землю в Уэнсли в Северном райдинге.
Точные причины, побудившие Генри отказаться от части земель, неизвестны. Бриджит Вейл высказала предположение, что либо Генри нуждался в деньгах, либо ему, было сложно удерживать владения в географически разрозненных регионах. Однако миграция семьи в Северный райдинг имела фундаментальное значение для будущего роста благосостояния семьи.
Известно, что двоюродные сёстры Генри, Матильду и Элис, вместе с мужьями, предъявили ему иск из-за бывших владений своего отца Филиппа Скрупа.

## Брак и дети
Жена: Джиллиан, дочь Роберта де Брюна. Дети:
- Уильям Скруп (умер после 1303), судебный пристав графа Ричмонда в Ричмондшире[3][6][7].